# Nuri Bilge Ceylan
Nuri Bilge Ceylan (IPA: [ˈnuːɾi ˈbilɟe ˈdʒejlan]) (Istanbul, 26 gennaio 1959) è un regista, sceneggiatore, produttore cinematografico, montatore, direttore della fotografia e fotografo turco.

## Biografia
Pluripremiato habitué del Festival di Cannes, ha vinto il Grand Prix Speciale della Giuria nel 2003 per il film Uzak, il premio per la miglior regia nel 2008 per il film Le tre scimmie, nuovamente il Grand Prix Speciale della Giuria nel 2011 per il film C'era una volta in Anatolia e la Palma d'oro per il film Il regno d'inverno - Winter Sleep nel 2014.

## Filmografia
- Koza – cortometraggio (1995)
- Kasaba (1997)
- Nuvole di maggio (Mayıs sıkıntısı) (1999)
- Uzak (2002)
- Il piacere e l'amore (İklimler) (2006)
- Le tre scimmie (Üç maymun) (2008)
- C'era una volta in Anatolia (Bir zamanlar Anadolu'da) (2011)
- Il regno d'inverno - Winter Sleep (Kış uykusu) (2014)
- L'albero dei frutti selvatici (Ahlat ağacı) (2018)
- Racconto di due stagioni (Kuru otlar üstüne) (2023)